# Regelbau M272

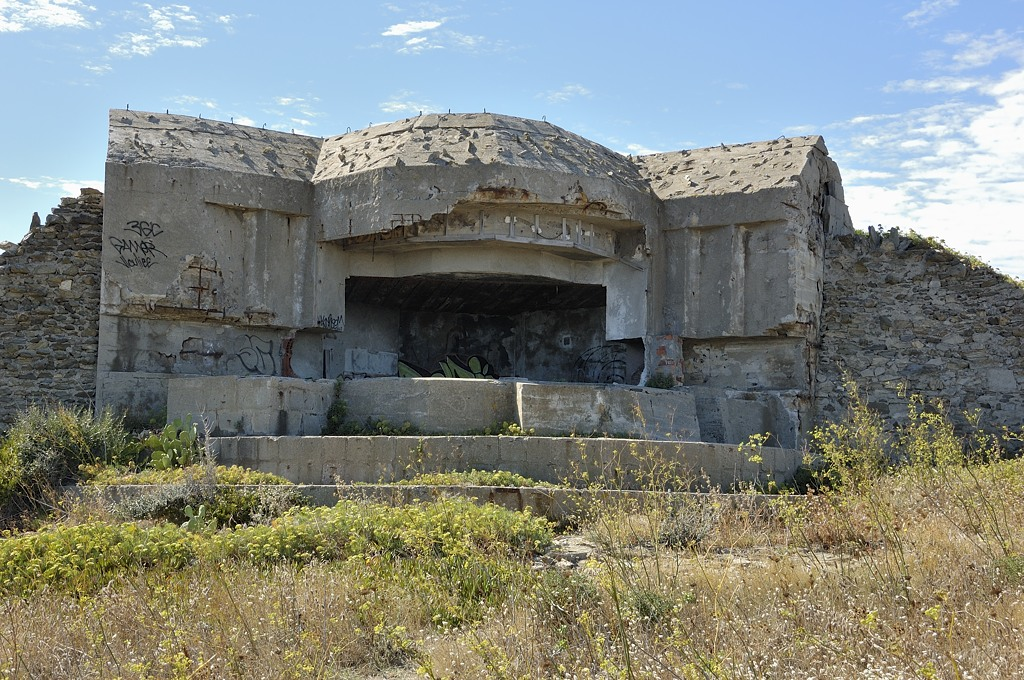
Casemate de type M272 construite sur le mur de la Méditerranée.

La casemate de type M272 est une casemate répondant au standard Regelbau. Sa mission était de servir d'abri pour un canon de marine.

## Construction
La première casemate a été construite fin 1943. 

## Architecture
La casemate fait 16,5 m de large pour 12,5 m de long.

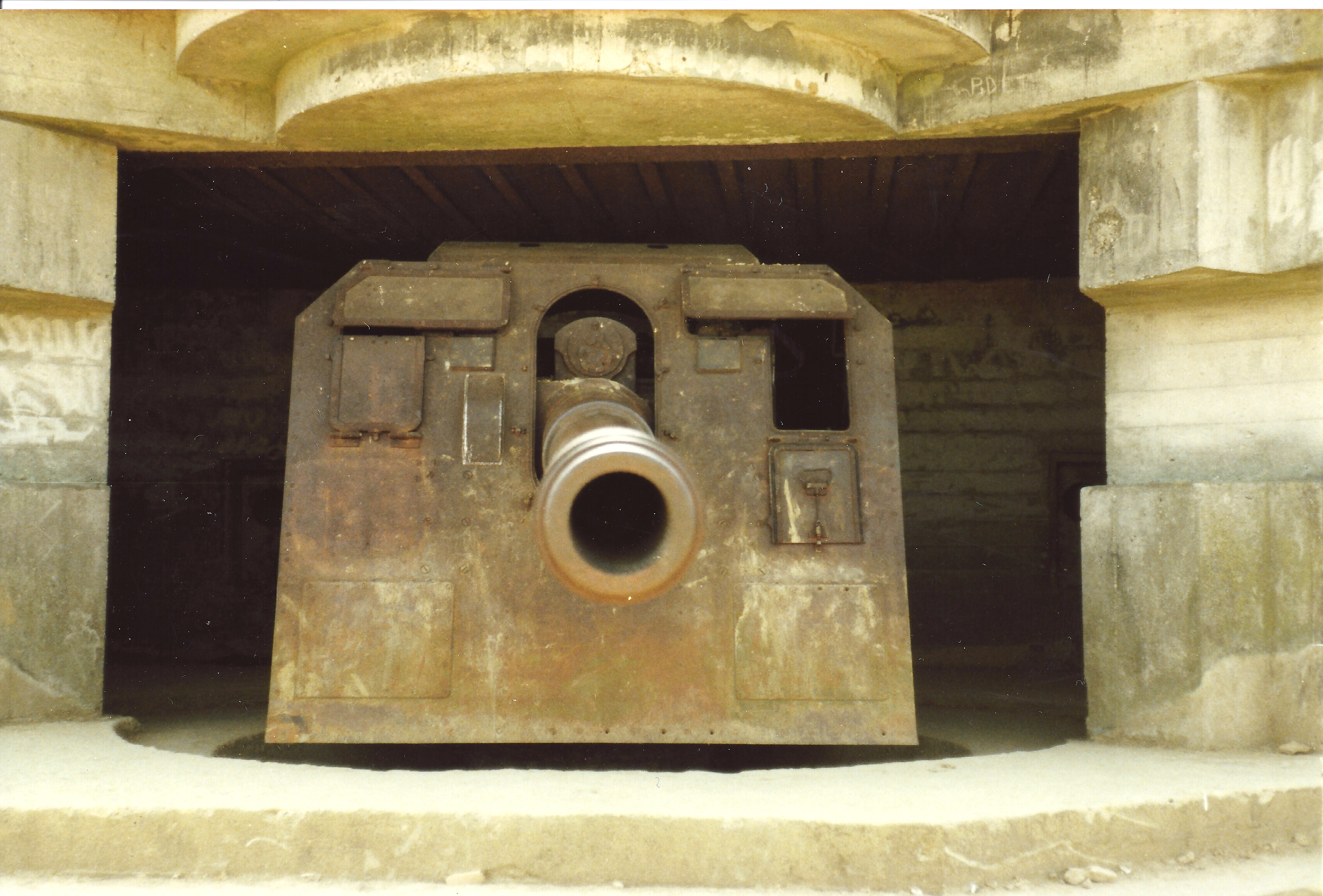
Canon de 150 mm protégé par une casemate M272 à la batterie d'Arromanches.

Elle peut accueillir des canons ayant un calibre entre 127 et 150 mm. L’angle de couverture du canon est de 120°.
Elle est constituée de 750 m2 de béton et demande l'excavation de 700 m2.

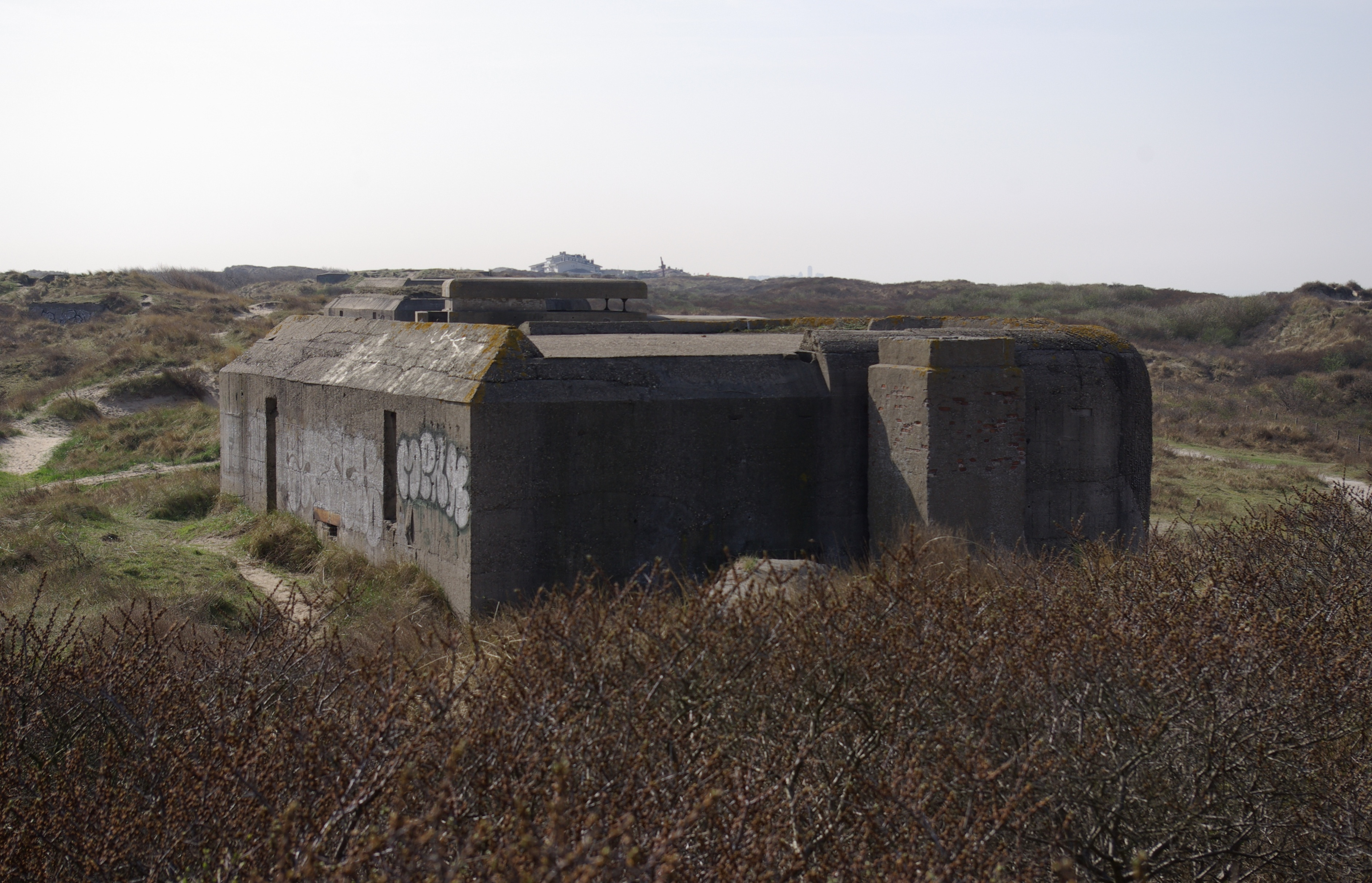
Casemate de type M272 construite à la.

La casemate comprend également une soute à munition. L’entrée s’effectue de part et d’autre de la batterie.

## Exemplaires
Cette construction est relativement répandue sur le Mur de l'Atlantique.
Quatre exemplaires se trouvent à Longues-sur-mer. Un autre se trouve à la batterie Landemer à proximité de Gréville-Hague.

## Postérité
La sculpture Palinopsie s'inspire des plans de la casemate M272,,.
Pour les cérémonies du 80e anniversaire du Débarquement, en 2024, Fleur Helluin a décidé de réhabiliter une casemate de type regelbau M272 pour accueillir les tags et graffitis des visiteurs.